# Hugo F. Sonnenschein
Hugo Freund Sonnenschein (* 14. November 1940 in New York City; † 15. Juli 2021 in Chicago) war ein US-amerikanischer Wirtschaftswissenschaftler.

## Leben
Der 1940 geborene Sonnenschein erhielt 1961 einen Bachelor in Mathematik an der University of Rochester. 1964 wurde er in Wirtschaftswissenschaften an der Purdue University promoviert. Sein Betreuer war Stanley Reiter. Anschließend arbeitete er an der University of Minnesota, der University of Massachusetts in Amherst und an der Northwestern University. 1976 wechselte er zur Princeton University. Von 1977 bis 1984 war er Herausgeber der Zeitschrift Econometrica. Von 1988 bis 1991 war Sonnenschein Dekan der School of Arts and Sciences an der University of Pennsylvania und von 1991 bis 1993 Provost der Princeton University.
1993 wurde er zum Präsidenten der University of Chicago ernannt. In seine Amtszeit fiel eine deutliche Verbesserung der Finanzlage, die Erweiterung der Anlagen und die Widmung des Campus als botanischer Garten. Seit seinem Rücktritt im Jahr 2000 hatte er eine nach Adam Smith benannte Professur in Chicago inne.
Seit 1984 war er Mitglied der American Academy of Arts and Sciences. 1990 wurde er in die National Academy of Sciences aufgenommen. Er war Mitglied der American Philosophical Society und 1989 Präsident der Econometric Society.
Mit seiner Frau Elizabeth „Beth“ Gunn Sonnenschein, die er 1957 in Rochester kennengelernt hatte, hatte er drei Töchter.

## Forschung und Lehre
In seiner Forschung befasste sich Sonnenschein mit vielen Bereichen der Wirtschaftswissenschaften, einschließlich der angewandten Theorie in den Bereichen Steuern, internationaler Handel und Wohlfahrtsökonomie. Seine wichtigsten Beiträge leistete er als Theoretiker im Bereich der Allgemeinen Gleichgewichtstheorie und der Sozialwahltheorie, insbesondere dem Zusammenspiel von individuellem und kollektivem Verhalten. Ein wichtiger Beitrag war die Untersuchung der mathematischen Struktur der Nachfragefunktion. Mit Gérard Debreu und Rolf Mantel legte er Anfang der 1970er Jahre die Grundlage für das Sonnenschein-Mantel-Debreu-Theorem. In seinem Nachruf bezeichnet Andreu Mas-Colell Sonnenschein als einen der großen Wirtschaftstheoretiker seiner Generation.

## Ehrungen
- 1990: BBVA Foundation Frontiers of Knowledge Awards mit Andreu Mas-Colell
- mehrere Ehrendoktorwürden, darunter von der Universität Tel Aviv, der Universitat Autònoma de Barcelona[4] und der Keiō-Universität[14]

## Publikationen (Auswahl)
- H. Sonnenschein: Market excess demand functions. In: Econometrica, 1972, JSTOR:1913184.
- H. Sonnenschein: Do Walras’ identity and continuity characterize the class of community excess demand functions? In: Journal of Economic Theory 6, Nr. 4, 1973, S. 345–354, doi:10.1016/0022-0531(73)90066-5.
- W. Shafer, H. Sonnenschein: Equilibrium in abstract economies without ordered preferences. In: Journal of Mathematical Economics, 1975, doi:10.1016/0304-4068(75)90002-6.
- J. Roberts, H. Sonnenschein: On the foundations of the theory of monopolistic competition. In: Econometrica, 1977, JSTOR:1913289.
- W. Novshek, H. Sonnenschein: Fulfilled expectations: Cournot duopoly with information acquisition and release. In: The Bell Journal of Economics, 1982, JSTOR:3003442.
- F. Gul, H. Sonnenschein, R. Wilson: Foundations of dynamic monopoly and the Coase conjecture. In: Journal of Economic Theory, 1986, doi:10.1016/0022-0531(86)90024-4.
- S. Barberà, H. Sonnenschein, L. Zhou: Voting by committees. In: Econometrica, 1991, JSTOR:2938220.